# Mort de Liu Fan
Liu Fan (octobre 1960 - 14 février 2020) était infirmière en chef adjointe de l'hôpital Wuchang à Wuhan, Hubei en Chine. Elle a été la première infirmière à mourir d'une infection au SRAS-CoV-2, à l'âge de 59 ans.
Sa mort a provoqué de vives réactions sur Internet à travers la Chine. Ses parents et son frère sont morts du coronavirus avant elle, ce qui a conduit beaucoup à qualifier leur mort d'« extinction familiale » (灭门). Beaucoup considéraient ses conditions de travail pendant l'épidémie comme inacceptables. La mort de son frère, Chang Kai, un réalisateur renommé, avait suscité de fortes réactions sur Internet et de larges commémorations. Les premières réponses de l'hôpital à sa mort ont suscité de vives critiques, forçant à la fois l'hôpital et le gouvernement de Wuhan à publier des réponses spéciales pour traiter et expliquer les circonstances de sa mort.

## Parcours et décès
En 2016, Liu Fan a été réembauché par la salle d'injection ambulatoire de l'hôpital de Wuchang après avoir atteint l'âge de la retraite. En 2017, en raison de l'annulation du projet de salle d'injection ambulatoire, elle a été affectée au centre de services de santé communautaire de la rue Liyuan en tant qu'infirmière de la salle d'injection. Liu est resté en service jusqu'au 2 février 2020. Elle a reçu un diagnostic de COVID-19 dans le district hospitalier ouest de l'hôpital de Wuchang le 7 février et a été admise à l'hôpital pour traitement le même jour. Le 12 février, Liu a été transféré à l'unité de soins intensifs du district hospitalier est de l'hôpital de Wuchang. Avec des conditions médicales sous-jacentes relativement nombreuses, son état s'est progressivement aggravé. Elle est décédée à 18h30 le 14 février 2020 à l'âge de 59 ans.
L'hôpital de Wuchang a exprimé ses condoléances pour sa mort. Le frère cadet de Liu, Chang Kai, était le directeur du département de liaison externe du Hubei Film Studio. Avant la mort de Liu Fan, ses deux parents et son frère sont également décédés de la COVID-19. Son mari et sa fille étaient isolés sans aucun signe d'infection,,.

## Controverses après la mort
La nouvelle de sa mort a d'abord circulé rapidement sur Internet, car elle n'aurait apparemment pas eu accès à un équipement de protection de base pendant le traitement des patients du COVID-19, hautement infectieux, et ses deux parents étaient décédés du virus. Sa mort a également reçu une attention considérable car elle était la première infirmière à mourir de COVID-19, elle est restée en service pendant la semaine du Nouvel An chinois, et elle est décédée le jour de la Saint-Valentin avec ses parents morts du virus et son seul frère en soins intensifs. Cela a ensuite été déclaré comme une "rumeur fabriquée" par les censeurs officiels, qui ont déclaré qu'aucune des affirmations n'était vraie et ont dénoncé ceux qui publiaient les nouvelles comme « dirigés par des puissances étrangères ».
Les détails ont ensuite été confirmés comme étant vrais. Ces nouvelles ont provoqué d'autant plus de réactions lorsqu'il a été révélé qu'elle et le célèbre réalisateur Chang Kai étaient frères et sœurs. Ainsi, les premières nouvelles de sa mort avaient attiré l'attention générale et de vives réactions,, amplifiées car les quatre personnes de sa famille seraient mortes de la même infection en raison d'un manque de lits.
Une autre controverse a surgi autour de sa mort lorsque son hôpital a été accusé de la déshumaniser, de rabaisser la profession et de la blâmer implicitement pour sa mort. Des phrases de l'hôpital dans une interview telles que "elle n'était qu'une infirmière faisant des injections", "l'hôpital ne l'a pas placée dans un travail de première ligne" et "l'hôpital exige strictement que tous les personnels prennent de bonnes protections personnelles" ont pesé lourd dans les critiques adressées à l'encontre de cet hôpital,,. Le gouvernement de la ville de Wuhan a été contraint de publier une déclaration publique en réponse à sa situation.